# Василевський Олександр Олександрович
Олександр Олександрович Василевський (нар. 8 січня 1975, Київ) — колишній український хокеїст, що грав на позиції крайнього нападника.

## Ігрова кар'єра
Професійну хокейну кар'єру розпочав у сезоні 1991/1992 виступами за київські команди «Сокіл» і ШВСМ.
1993 року був обраний на драфті НХЛ під 271-м загальним номером командою «Сент-Луїс Блюз». 
Протягом професійної клубної ігрової кар'єри, що тривала 16 років, захищав кольори команд «Сент-Луїс Блюз», «Вустер Айскетс», «Гамільтон Бульдогс», «Гранд Репідс Гріффінс», «Детройт Вайперс», «Лонг-Біч Айс-Догс», «Сокіл» (Київ), ХК «Гомель», «Хімволокно», «Крила Рад», «Сєвєрсталь», «Білий Барс» та «Челмет».